# Бочкарёв, Николай Иванович
Никола́й Ива́нович Бочкарёв (19 июня 1930, Ульяновск, СССР — 22 мая 1999, Москва, Российская Федерация) — советский и российский философ, специалист в области истории социально-политических и философских учений в России.

## Биография
Родился 19 июня 1930 года в г. Ульяновске.
В 1953 году окончил философский факультет МГУ имени М. В. Ломоносова.
В 1957 году окончил аспирантуру по кафедре истории философии народов СССР философского факультета МГУ.
Преподавал в вузах Куйбышева и Львова.
С 1967 года работал на философском факультете МГУ имени М. В. Ломоносова: старший научный сотрудник кафедры истории философии народов СССР, затем — заведующий кафедрой истории социалистических учений и заведующий кафедрой истории социально-политических учений.
В 1974 году защитил диссертацию на соискание учёной степени доктора философских наук по теме «Ленинская критика буржуазной социологии в России».

## Научная деятельность
Работал над вопросами методологии истории социально-политических учений, истории политической мысли России начала XX в. В трудах Бочкарёва изучаются проблемы целостного концептуального понимания истории социально-политических учений, разрабатываются критерии их классификации и периодизации. История политических идей рассматривается  как сложный поступательный процесс углубления и расширения знаний о политической сфере общества, а не как простая смена их во времени. Обращается особое внимание на важность анализа политических учений по их истинности, разрабатываются критерии, разграничения исторически реального и утопического. Бочкарёв изучает проблемы функций утопий, их реальной роли в историческом процессе, анализирует роль различных направлений в философии и социологии как методологической основы и теоретического обоснования социально-политических учений. Им рассмотрены характерные черты развития социологии в России в конце XIX — начале XX вв.

## Научные труды

### Монографии
- В. И. Ленин и буржуазная социология в России. — М., 1973
- Методологические проблемы исследования истории социалистических учений. — М., 1986 (в соавт. с Н. С. Федоркиным)
- Реальное и утопическое: ленинская методология анализа. — М., 1987;
- Революционная демократия и марксизм. История, методология исследования и современность. — М., 1989 (в соавт. с М. А. Маслиным и Н. С. Федоркиным)
- Русская социологическая мысль 40—60-х годов XIX века. (Депонир.). — М., 1996;
- Социально-политическая и правовая мысль России XIX — начала XX века: очерки истории и теории.  В 2 ч. Ч. II. — Гродно, 1998.

### Статьи
- Бочкарёв Н. И. Некоторые вопросы критики В. И. Лениным идеологии буржуазного либерализма в России (1907—1914) // Очерки по истории философии в России. — М., 1960;.
- Бочкарёв Н. И. Экзистенциализм и «эсхатологическое христианство» Н. Бердяева // Философские науки. — 1971. — № 4;
- Бочкарёв Н. И. К.Маркс и проблемы истории социалистических учений // Вестник МГУ. «Теория научного коммунизма». — 1983. — № 2;
- Бочкарёв Н. И. Утопический социализм Н. Г. Чернышевского // История русского утопического социализма XIX века. — М., 1985;
- Бочкарёв Н. И. Социалистические идеи Н. А. Добролюбова // История русского утопического социализма XIX века. — М., 1985;